# هایدی اشمیت
هایدی اشمیت (انگلیسی: Heidi Schmid؛ زادهٔ ۵ دسامبر ۱۹۳۸) شمشیرباز اهل آلمان بود.
وی در مسابقات کشوری و بین‌المللی در مجموع برندهٔ ۳ مدال طلا، ۳ مدال نقره، ۲ مدال برنز شده‌است.